# George Oliver
George Oliver (n. 18 ianuarie 1883, Tampa, Florida, SUA – d. 20 august 1965, Tampa, Florida, SUA) a fost un jucător de golf ce a reprezentat Statele Unite ale Americii, medaliat olimpic. A participat la o ediție a Jocurilor Olimpice (1904) în care a câștigat o medalie de bronz.

## Participări
Lista de mai jos prezintă principalele competiții la care a participat George Oliver de-a lungul carierei.
- golf at the 1904 Summer Olympics – men's team[*]